# Antona decisa
Antona decisa là một loài bướm đêm thuộc phân họ Arctiinae, họ Erebidae.